# Legea lui Linus
Legea lui Linus este un adagiu formulat de Eric S. Raymond în cartea sa Catedrala și Bazarul care informal are următorul enunț: „fiind dați suficienți ochi, orice defect e superficial”. Mai formal se poate spune: „Dacă se dă o bază suficient de largă de colaboratori pentru testare și dezvoltare, aproape orice problemă va fi identificată rapid, iar soluția va fi evidentă pentru cineva.”
Legea constituie o încercare de a sintetiza atitudinea lui Linus Torvalds care a stat la baza strategiei ce a dus la dezvoltarea rapidă a nucleului Linux și a inovat modul în care se dezvoltă software-ul liber, având implicații și asupra software-ului proprietar. 
Folosind Internetul și apelând la oricine pentru a testa și contribui la dezvoltarea proiectului, Torvalds a schimbat viziunea asupra defectelor. În modelul tradițional de dezvoltare acestea sunt niște fenomene profunde și insidioase care necesită multe luni de muncă dedicată din partea câtorva pentru a ajunge la un produs de încredere. În noul model, defectele sunt niște probleme superficiale care devin rapid „transparente pentru cineva”, formularea lui Raymond. Potrivit lui Linus Torvalds persoana care identifică problema este rareori cea care o rezolvă „Cineva găsește problema și altcineva o înțelege. Și pot spune în mod oficial, partea mai dificilă e găsitul.”, spune Linus.
Criticii acestui adagiu aduc drept argumente opinia că profunzimea unei probleme e mai degrabă o carateristică a problemei și nu depinde de numărul de ochi, și că probabilitatea apariției unei soluții, din nou nu depinde de numărul de ochi, ci de calitatea minților din spatele ochilor.